# Carnegie Public Library (Tyler)

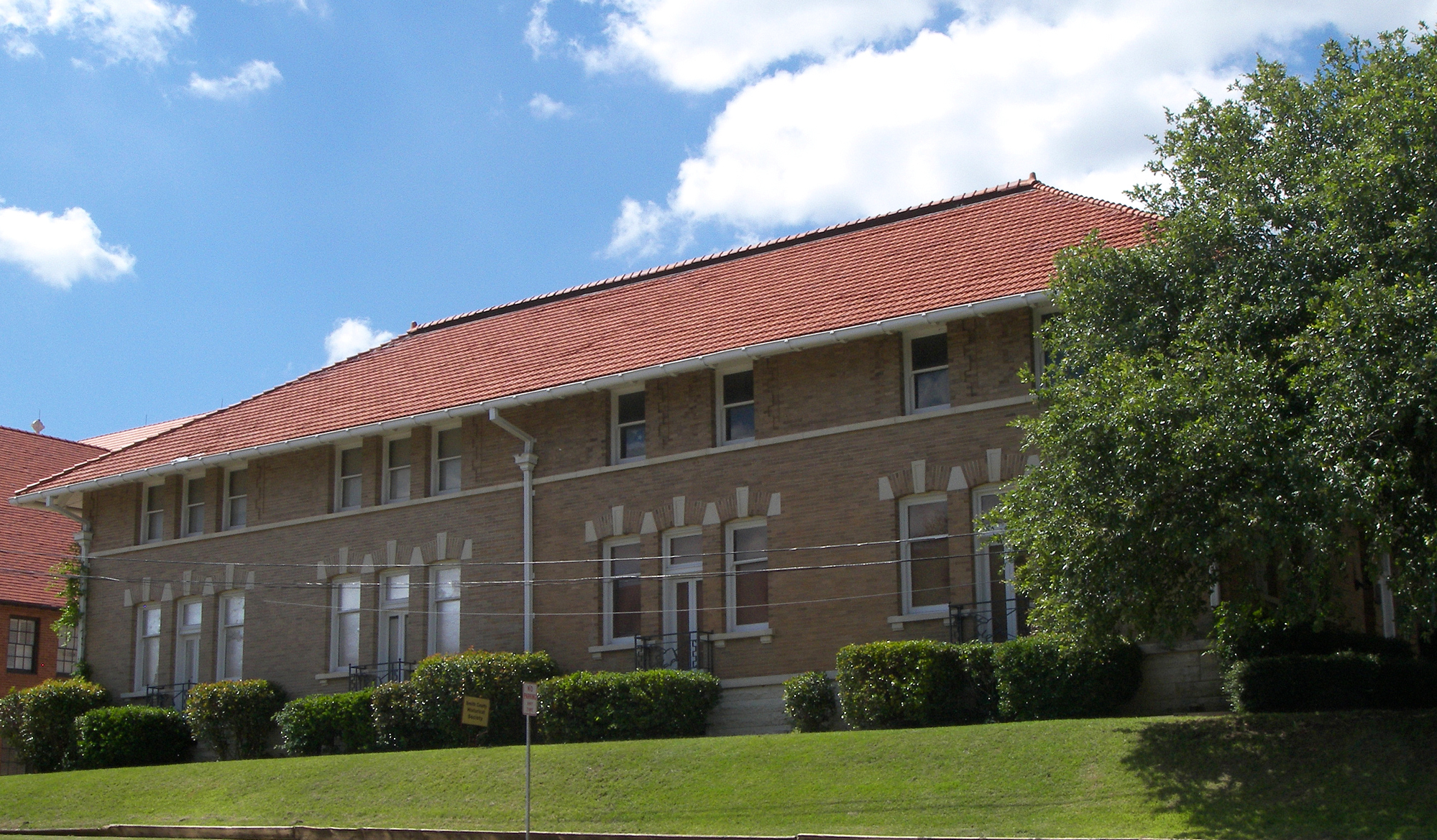
Carnegie Public Library

Die Carnegie Public Library (heute: Carnegie History Center) ist ein ehemaliges Bibliotheksgebäude in der texanischen Stadt Tyler. Es wurde 1904 im Zentrum der Stadt, südwestlich des Stadtplatzes errichtet. Der Bau wurde durch eine Spende des Stahlmagnaten und Philanthropen Andrew Carnegie ermöglicht, dessen Namen sie trägt. Nach dem Neubau der Bibliothek beherbergt das Gebäude seit 1984 das Museum und das Archiv der Smith County Historical Society.
Das Gebäude wurde am 26. März 1979 in das National Register of Historic Places aufgenommen.